# Robert Förstemann
Robert Förstemann (* 5. März 1986 in Greiz) ist ein deutscher Bahnradsportler, der auf Kurzzeitdisziplinen spezialisiert ist. Seine besondere Stärke war der Teamsprint, außerdem startete er in den Disziplinen Sprint und 1000-Meter-Zeitfahren. Seit 2019 startet er als Pilot im Paracycling.

## Radsport-Laufbahn

### Bahnradsport
Robert Förstemann begann im Alter von 15 Jahren mit dem Leistungsradsport. Schon in der Jugend- und Juniorenklasse gelangen ihm zahlreiche Erfolge. Bei seinen ersten nationalen Meisterschaften 2002 errang er die Bronzemedaille im Sprint. 2004 wurde er in Los Angeles mit Benjamin Wittmann und Maximilian Levy Junioren-Weltmeister im Teamsprint. Ab 2005 gehörte Förstemann der deutschen Bahn-Nationalmannschaft an und nahm ab 2006 an allen Bahnrad-Weltmeisterschaften teil. 2010, 2013 und 2016 wurde er Europameister im Teamsprint.
2010 wurde Robert Förstemann gemeinsam mit Maximilian Levy und Stefan Nimke Weltmeister im Teamsprint. Bei den Olympischen Spielen 2012 in London errang er gemeinsam mit Maximilian Levy und René Enders die Bronzemedaille im Teamsprint. Förstemann war nur als Ersatzmann für diesen Wettbewerb vorgesehen; wegen einer Verletzung von Stefan Nimke wurde er kurzfristig im Rennen eingesetzt. Im Sprint belegte er Platz sieben. 2011 bis 2013 gewann er den Großen Preis von Deutschland im Sprint, 2013 die traditionsreiche Champion of Champions Trophy.
Nachdem Förstemann die Qualifikation für die Olympischen Spiele in Rio de Janeiro verpasst hatte, kündigte er eine mehrmonatige Auszeit an und beendete die Zusammenarbeit mit seinem bisherigen Trainer Emanuel Raasch. Bei zwei Läufen des Bahnrad-Weltcups siegte Förstemann im Teamsprint, in Cali mit Max Niederlag, Eric Engler und Maximilian Dörnbach, in Manchester mit Maximilian Levy und Joachim Eilers. Bei den Bahneuropameisterschaften in Berlin errangen Förstemann, Maximilian Levy und Joachim Eilers die Silbermedaille.
Im Januar 2019 stürzte Robert Förstemann beim Bremer Sechstagerennen; er brach sich drei Rippen, ein Schlüsselbein und erlitt Schnittwunden im Gesicht. Er musste operiert werden. Grund für den Sturz war offenbar ein Defekt am Vorderrad.

### Paracycling
Zum 31. Dezember 2018 schied Förstemann aus dem Bund Deutscher Radfahrer aus und fährt seitdem für den Deutschen Behindertensportverband als Pilot in Tandemrennen. Sein erster Start war bei den UCI-Paracycling-Bahnweltmeisterschaften 2019 in Apeldoorn als Pilot des sehbehinderten Sportlers Kai Kruse. Im 1000-Meter-Zeitfahren belegte das Duo Platz sieben. Bei den Weltmeisterschaften im Jahr darauf errang das Duo gemeinsam mit Bronze seine erste internationale Medaille. Bei den Sommer-Paralympics in Tokio belegten Kruse und Förstemann am 28. August 2021 den vierten Platz und verpassten die Bronzemedaille lediglich um 0,082 Sekunden. Tandem-Pilot Förstemann äußerte anschließend harsche Kritik am Material.
Nachdem Kai Kruse vom Leistungsradsport zurückgetreten war, tat sich Förstemann mit dem Para-Sportler Thomas Ulbricht zusammen, der wegen Verletzungen die Leichtathletik hatte aufgeben müssen. Beim ersten gemeinsamen Wettkampf im Tissot Velodrome im schweizerischen Grenchen gewannen die beiden den Sprint und belegten im Zeitfahren Platz zwei. Bei den UCI-Paracycling-Bahnweltmeisterschaften 2022 im französischen Saint-Quentin-en-Yvelines gewannen die beiden Sportler Silber im Sprint und Bronze im Zeitfahren, ebenfalls bei den Bahn-Weltmeisterschaften 2023. Bei den Sommer-Paralympics 2024 in Paris belegten Förstemann und Ulbricht mit einer Zeit von 59,862 Sekunden Platz drei im Zeitfahren über 1000 Meter und errangen damit Bronze. In der Qualifikation hatten die beiden Sportler mit 59,480 Sekunden einen deutschen Rekord aufgestellt.

### Rekorde
Robert Förstemann stellte am 28. Mai 2010 einen deutschen Rekord über die 200-Meter-Distanz (fliegender Start), anlässlich des „Grand Prix der Sprinter – Alexander-Lesnikov-Memorial“ auf der Olympia-Bahn in Moskau-Krylatskoje (9,893 s) und verbesserte ihn an gleicher Stelle am 29. Mai 2011 (9,814 s). Am 24. Juni 2012 erreichte Robert Förstemann beim US Grand Prix of Sprinting in Colorado Springs eine Zeit von 9,652 s. Bei der Qualifikation für das Sprintturnier des zweiten Laufs des Internationalen Sparkassen-Sprintercup am 23. Juni 2013 in Cottbus stellte Robert Förstemann zudem einen neuen Flachbahn-Weltrekord mit einer Zeit von 9,790 s auf.
Robert Förstemann war Inhaber mehrerer Bahnrekorde. Am 9. Juli 2011 verbesserte er bei den deutschen Bahnmeisterschaften z. B. den zwölf Jahre alten Bahnrekord im Berliner Velodrom auf 10,026 s, den bis dahin Jens Fiedler (10,069 s) gehalten hatte. Er war Bahnrekord-Halter in Colorado, Valencia, Glasgow, Cottbus, Tula, Oberhausen, Wien und Apeldoorn.
Im Dezember 2013 gewann Förstemann gemeinsam mit René Enders und Joachim Eilers beim zweiten Lauf des Bahnrad-Weltcups 2013/2014 den Teamsprint; in der Qualifikation fuhren die drei Sportler mit 41,871 Sekunden einen neuen Weltrekord. Das Trio verbesserte damit die alte Rekordmarke von 42,600 Sekunden, die die britische Mannschaft bei den Olympischen Spielen 2012 in London gefahren war.
In 1:00,554 Minuten (1000 m) konnten Förstemann und der sehbehinderte Kruse bei den Paralympischen Spielen in Tokio einen neuen deutschen Rekord aufstellen.

### Vereine und Trainer

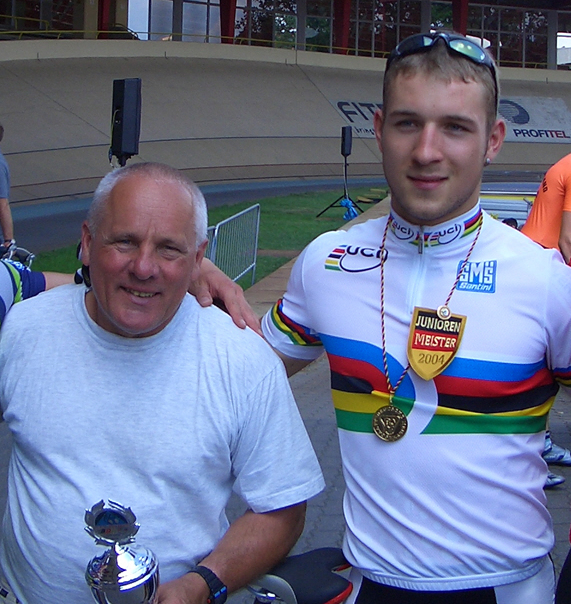
Förstemann (r.) mit seinem Trainer Jochen Wilhelm (2004)

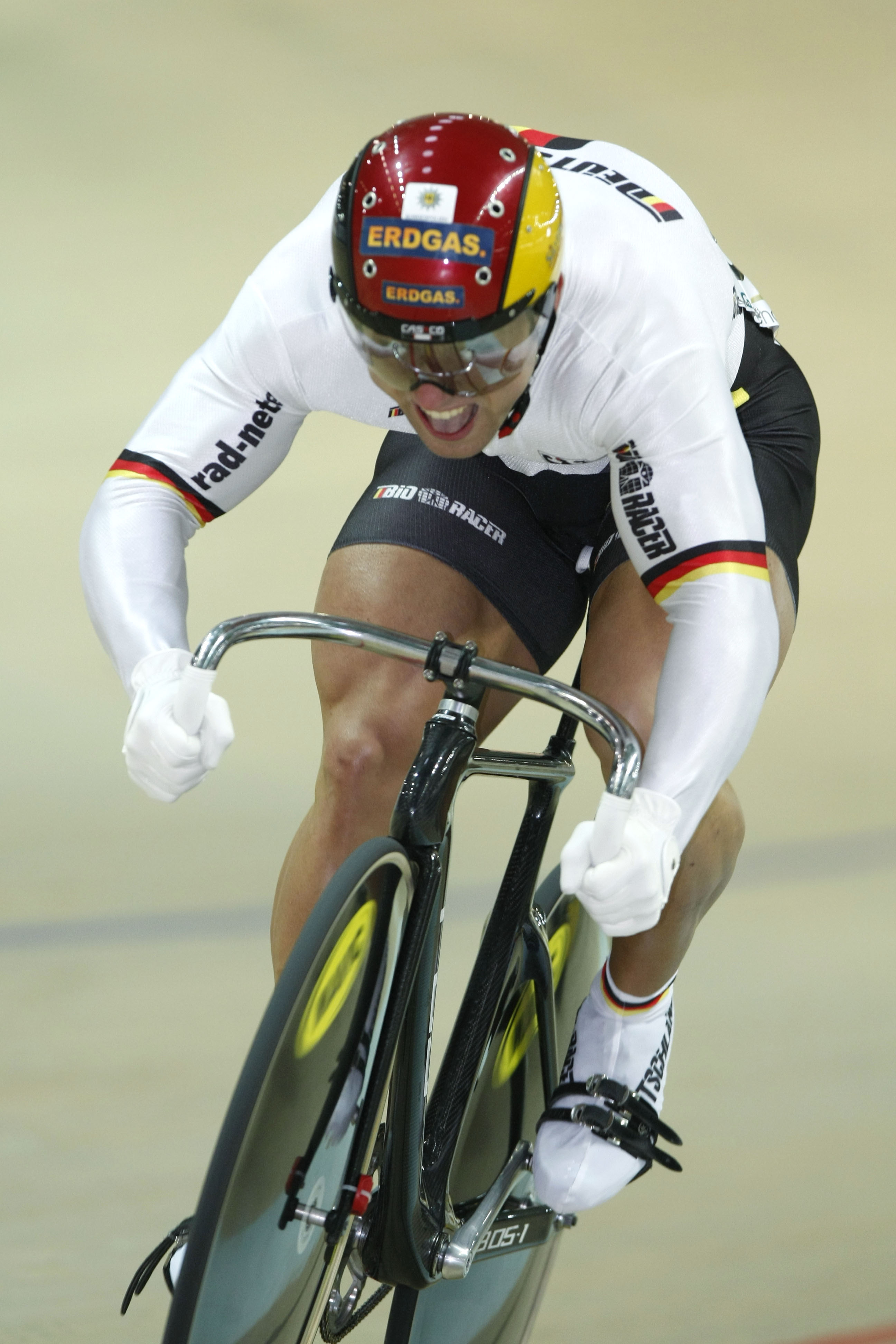
Förstemann auf der Bahn (2009)

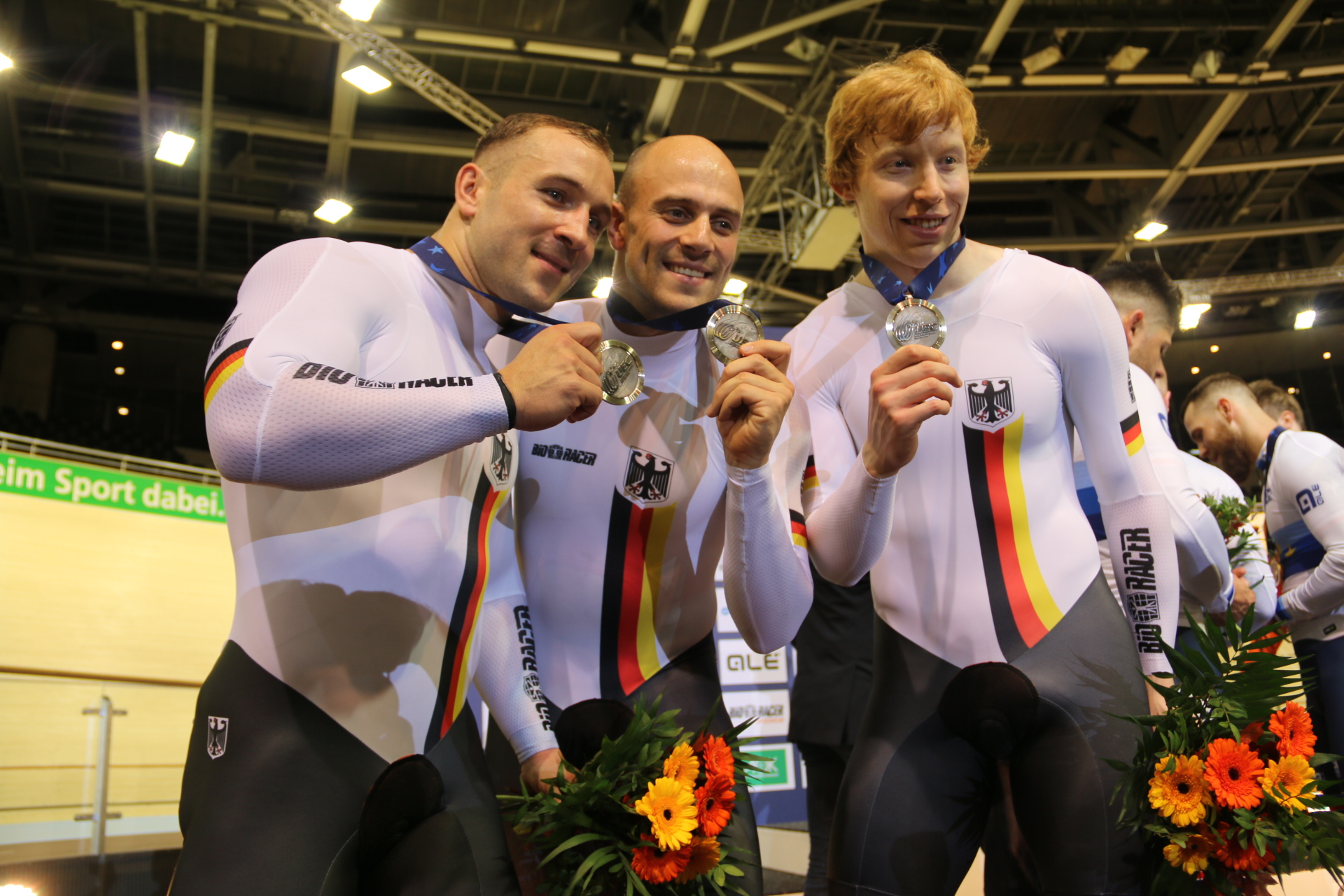
Robert Förstemann (l.) bei der EM 2017 mit Levy (M.) und Eilers nach dem Gewinn der Silbermedaille im Teamsprint

Förstemanns Heimatverein ist seit 2001 der SSV Gera 1990. Von 2004 an startete er für das „Sprintteam Stadtwerke Erfurt“ sowie das „XXL-Erdgas-Team“; von 2009 bis 2012 für das Team Erdgas.2012. Seit April 2012 startet er ausschließlich für seinen Heimatverein. Er war bis 2005 Gymnasiast an der Eliteschule des Sports Pierre-de-Coubertin-Gymnasium in Erfurt und ist seit 2009 Polizeimeister bei der Bundespolizei. Er gehört zur Bundespolizeisportschule Kienbaum. Förstemann wurde ab 2006 von Jörg Uwe Krünägel und Emanuel Raasch trainiert; frühere Trainer waren Wolf-Dieter Lampke (2001/2002), Andreas Wartenberg (2002), Gerald Mortag (2002/2003) und Jochen Wilhelm (2003 bis 2006). Seit 2020 trainiert Robert Förstemann mit seinem Partner Kai Kruse beim Bahnradtrainer des DBS e.V Markus Wähner.

## Ehrungen
2008 wurde Förstemann mit der Ehrennadel der Stadt Gera in Silber ausgezeichnet; 2009 und 2010 erhielt er jeweils die Ehrennadel in Gold. Am 7. November 2012 überreichte ihm Bundespräsident Joachim Gauck das Silberne Lorbeerblatt, die höchste staatliche Auszeichnung für Spitzenleistungen im deutschen Sport.

## Diverses
Im Juni 2011 hat Robert Förstemann geheiratet und ist seit Januar 2013 Vater eines Sohnes, 2017 wurde ein zweiter Sohn geboren.
Besondere Aufmerksamkeit erregen seine Oberschenkel, die einen Umfang von 73 Zentimetern haben. Nach eigenen Angaben besitzt er eine angeborene Fehlfunktion des Proteins Myostatin, welches normalerweise das Muskelwachstum hemmen würde.
2015 nahm Förstemann an einem Experiment von Studenten der Stockholmer Akademie für Darstellende Künste teil, bei dem eine Scheibe Weißbrot nur durch Beinkraft goldbraun getoast werden sollte. Ziel war es, die menschliche Leistungsfähigkeit ins Verhältnis zu alltäglichen menschlichen Energieverbrauchen zu setzen. Im Rahmen einer Diplomarbeit wurde ermittelt, dass etwa 180 Robert Förstemann benötigt werden, um ein Auto anzutreiben und 43.000 für ein Flugzeug. In einem Youtube-Video wurde der Versuch dokumentiert.
Im März 2022 wurde Förstemann zum Vizepräsidenten des Berliner Radsportverbandes gewählt.

## Erfolge

### Elite
2003
- Deutscher Meister – Teamsprint (mit Sebastian Döhrer und Dominik Harzheim)

2004
- Junioren-Weltmeister – Teamsprint (mit Maximilian Levy und Benjamin Wittmann)

2005
- Europameisterschaften – Teamsprint (mit Marco Jäger und Daniel Giese)

2007
- Weltmeisterschaft Teamsprint (mit Maximilian Levy und Stefan Nimke)
- Bahnrad-Weltcup (Sydney) – Teamsprint (mit Stefan Nimke und Matthias John)

2008
- Bahnrad-Weltcup (Cali) – Teamsprint (mit Stefan Nimke und Carsten Bergemann)
- Deutscher Meister – 1000-Meter-Zeitfahren
- Deutscher Meister – Sprint

2009
- Weltmeisterschaft – Teamsprint (mit René Enders und Stefan Nimke)
- Deutscher Meister – Teamsprint (mit Sascha Hübner und Carsten Bergemann)

2010
- Weltmeister – Teamsprint (mit Stefan Nimke und Maximilian Levy)
- Europameister – Teamsprint (mit Stefan Nimke und Maximilian Levy)

2011
- Deutscher Meister – Teamsprint (mit Maximilian Levy und Carsten Bergemann)
- Europameister – Teamsprint (mit Stefan Nimke und René Enders)
- Bahnrad-Weltcup (Astana) – Teamsprint (mit Eilers und Levy)

2012
- Olympische Spiele – Teamsprint (mit René Enders und Maximilian Levy)
- Deutsche Meisterschaft 1000-Meter-Zeitfahren
- 1. Rang UCI-Weltrangliste Sprint 2011/2012
- 1. Rang UCI-Weltrangliste Teamsprint 2011/2012
- 1. Rang Weltcup Teamsprint 2011/2012
- Weltcup 2011/2012 (Glasgow) Teamsprint
- Weltcup 2011/2012 (London) Teamsprint

2013
 Europameister Teamsprint (mit Maximilian Levy und René Enders)
- Vize-Europameister – Sprint
- Deutscher Meister – Sprint
- Deutscher Meister Teamsprint (mit René Enders und Richard Aßmus)

2014
- Vize-Weltmeister – Teamsprint (mit René Enders und Maximilian Levy)
- Europameister – Teamsprint (mit Tobias Wächter und Joachim Eilers)
- Europameisterschaft – Sprint

2015
- Europameisterschaft – Teamsprint (mit Max Niederlag und Joachim Eilers)
- Deutscher Meister Teamsprint (mit Eric Engler, Robert Kanter und Tobias Wächter)

2016
- 2016 – Teamsprint (mit Eric Engler und Jan May)
- Deutscher Meister Teamsprint (mit Eric Engler und Robert Kanter)

2017
- Weltcup in Cali – Teamsprint (mit Max Niederlag, Eric Engler und Maximilian Dörnbach)
- Weltcup in Manchester – Teamsprint (mit Maximilian Levy und Joachim Eilers)
- Europameisterschaft – Teamsprint (mit Maximilian Levy und Joachim Eilers)

### Paracycling
2020
- Weltmeisterschaft – 1000-Meter-Zeitfahren (mit Kai Kruse)

2022
- Weltmeisterschaft – Sprint (mit Thomas Ulbricht)
- Weltmeisterschaft – 1000-Meter-Zeitfahren (mit Thomas Ulbricht)

2023
- Weltmeisterschaft – Sprint (mit Thomas Ulbricht)
- Weltmeisterschaft – 1000-Meter-Zeitfahren (mit Thomas Ulbricht)

2024
- Sommer-Paralympics – 1000-Meter-Zeitfahren (mit Thomas Ulbricht)